# Rimantas Vaitkus

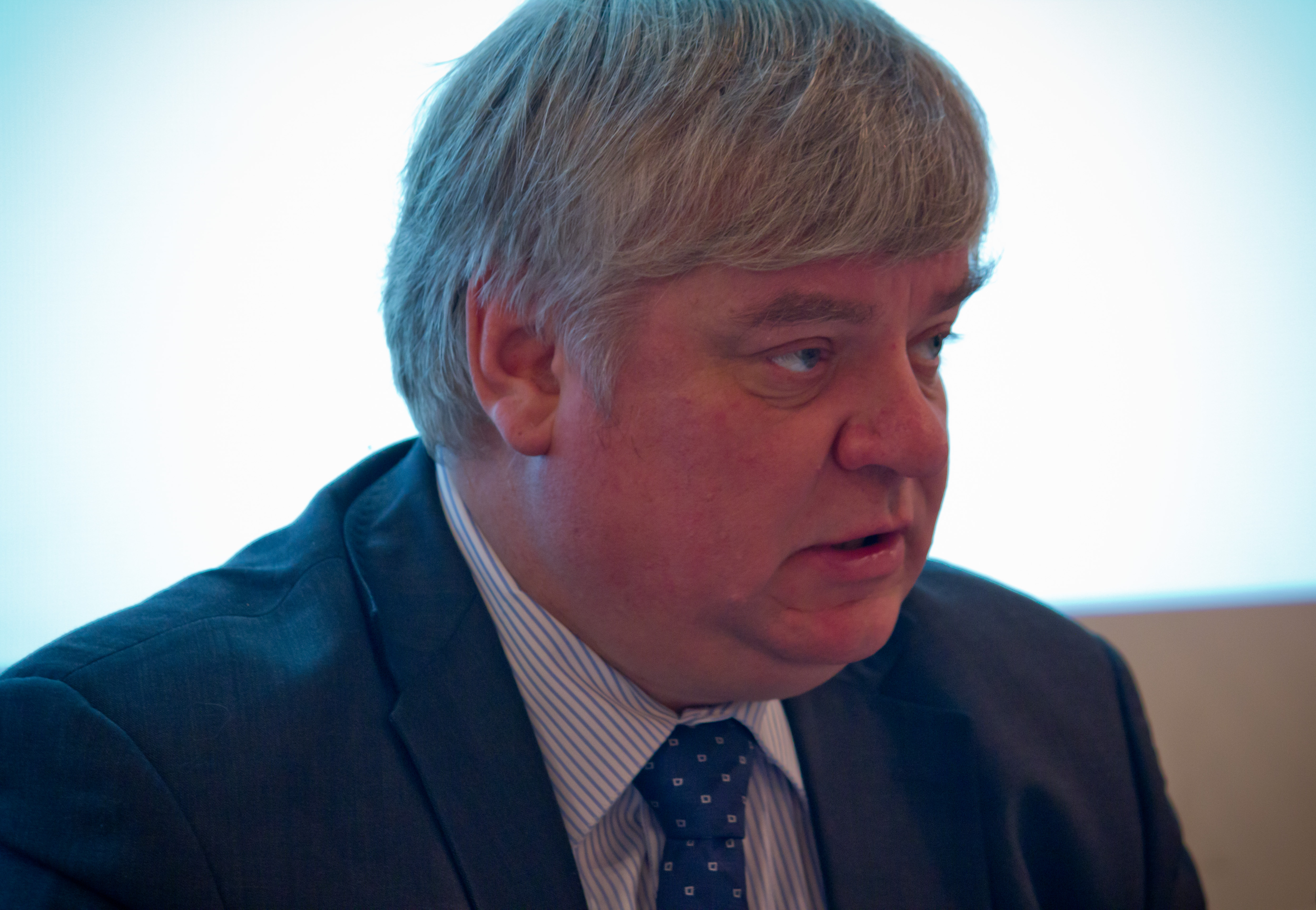
Rimantas Vaitkus

Rimantas Vaitkus (* 1. Oktober 1957 in Plungė) ist ein litauischer  Politiker,  Prorektor der Vilniaus universitetas (VU).

## Leben
Nach dem Abitur 1975 an der 3. Mittelschule Plungė absolvierte Rimantas Vaitkus  1980 das Diplomstudium an der Fakultät für Chemie und 1992 promovierte an der  VU in Vilnius.
Von 1992 bis 1997 lehrte er an der Vilniaus pedagoginis universitetas, von 2001 bis 2004 war er und seit Februar 2013 ist er stellvertretender Bildungsminister Litauens.
Von 2005 bis 2008 war Vaitkus Prorektor der Mykolo Romerio universitetas und ab 2008  Prorektor der VU. 2015 arbeitete er als erster Stellvertreter des Kanzlers in der Regierungskanzlei Litauens (unter Premierminister Algirdas Butkevičius).
Von 1991 bis 1995 war Vaitkus Mitglied im Rat Grigiškės, von 2000 bis 2007 und von  2012 bis 2013 im Rat der Stadtgemeinde Vilnius.